# Такомбау
Такомбау (полное имя — рату Серу Эпениса Такомбау (фидж. Ratu Seru Epenisa Cakobau)) — первый король (туи-вити) единого Фиджи в 1871—1874 годах, считается основателем фиджийской государственности. Добровольно передал власть в 1874 году в пользу английской королевы Виктории в ходе торжественной церемонии с участием британских представителей.

## Обстоятельства жизни
Такомбау был сыном фиджийского вождя рату Таноа Васаванга. Впоследствии возглавил королевство Мбау, которое к XIX веку превратилось в самое могущественное государственное образование на Фиджи. Посредством династического брака с дочерью туи-мбау (вождя Мбау) Роко, Ади Самануну, Такомбау смог укрепить свой авторитет в королевстве. В 1844 году, подчинив своему контролю город Левука, который к тому времени превратился в крупный центр торговли европейскими товарами, он изгнал с острова Мбау всех европейцев, которых заподозрил в попытке его свержения.
В 1853 году Такомбау официально стал вунивалу Мбау (фидж. Vunivalu Bau), то есть военным правителем Мбау. В честь этого события был устроен большой пир, в ходе которого было съедено восемнадцать человек (в этот исторический период на островах Фиджи всё ещё процветал каннибализм). Сразу же после прихода к власти Такомбау в королевстве вспыхнул мятеж, центром которого стали полуостров Камба в королевстве Рева и остров Овалау. В ноябре 1853 года вождя посетил тонганский король Джордж Тупоу I, который прибыл в сопровождении одного из представителей Уэслийской методистской церкви. Он попытался уговорить Такомбау принять христианство в обмен на тонганскую помощь. В апреле 1854 года на фоне тяжёлых поражений от противников правитель Мбау ответил согласием на предложение тонганского короля (официальное крещение состоялось 11 января 1857 года). В скором времени воины королевства Рева, с которым Такомбау незадолго до этого развернул вооружённый конфликт, пошли на заключение мира, хотя внутренний мятеж продолжался до февраля 1855 года, когда тонганские воины помогли Такомбау одержать окончательную победу над мятежниками в битве при Камбе, послужившей этапом в его борьбе за единство всех регионов страны. Тогда же Такомбау помиловал и отпустил побеждённых воинов соперничавших родов, впервые в истории не став убивать и «пробовать» их на вкус, как того требовала традиция.
В 1840-х годах обострилась проблема так называемого «американского долга». В 1846 году на Фиджи высадился и обосновался американский консул (официально был коммерческим агентом) Джон Браун Уильямс. Практически сразу же он обвинил Такомбау в грабеже и поджоге американского судна «Элизабет». В 1849 году сгорел и его дом (правда, по собственной глупости и неосторожности во время празднования Дня независимости США). В июле 1851 года Уильямс официально потребовал у Такомбау выплаты компенсации в размере $5 тысяч за свой сгоревший дом и от имени владельцев судна «Элизабет». К 1855 году денежные претензии различных американских граждан к фиджийским вождям достигли размера в $43 686, из которых претензии Уильямса составляли $18 331. Впоследствии командир американского корабля «Джон Адамс» потребовал у Такомбау, который был принят американской стороной за короля всего Фиджи, а значит должен был нести обязательства по всем долгам, выплаты этих компенсаций. Такомбау незамедлительно попытался опротестовать эти требования у американского консула в Сиднее, однако безуспешно. В 1858 году требования о выплатах поступили уже от другого американского капитана судна «Вандалия».
В этой ситуации Такомбау был вынужден обратиться за помощью британского консула Уильяма Томаса Притчарда, предложив условную цессию островов Фиджи Британской империей. Однако Такомбау сопроводил это предложение некоторыми условиями: во-первых, Британия должна была выплатить фиджийский долг американской стороне, за что получила бы 200 тысяч акров земли на островах Фиджи, во-вторых, британская сторона должна была подтвердить титул Такомбау в качестве «короля Фиджи». После длительного обдумывания данного предложения в 1862 году британское правительство ответило отказом.
В 1865 году по инициативе нового британского консула Джонса и миссионеров была сформирована конфедерация фиджийских государств во главе с местными вождями, которая стала попыткой ввести на архипелаге централизованное правительство при сохранении самоуправления на местном уровне. Номинально во главе нового государственного образования оказался Такомбау. Однако эксперимент по объединению всех островов Фиджи в виде конфедерации оказался безуспешным, а финансовое положение Такомбау с каждым годом в связи с «американским долгом» становилось всё более шатким. В этой связи в 1867 году Такомбау пошёл на заключение сделки с «Полинезийской компанией». Согласно ей, компания выплачивала США долг Фиджи, а Фиджи в обмен предоставляло компании 200 тысяч акров земли на архипелаге. Вскоре после этого на острова хлынул поток европейцев.
В 1871 году около 3 тысяч европейцев, проживавших на архипелаге, признали в лице Такомбау короля всех островов Фиджи. В результате вновь было сформировано новое правительство, ключевые позиции в котором заняли представители европейских поселенцев. Был сформирован и законодательный совет. Но политическая ситуация в стране от этого не стала лучше: острова Фиджи находились на грани банкротства, страну потрясали многочисленные конфликты на расовой почве, которые возникли с ростом численности иностранной рабочей силы.
На фоне политической нестабильности Такомбау и совет вождей приняли решение об обращении за помощью к британскому правительству. Ещё в июне 1873 года британская Палата общин выступила с инициативой или захвата островов Фиджи, или установления над ними протектората. Впоследствии на архипелаг были отправлены британские уполномоченные, которые должны были подготовить доклад о политической ситуации на далёких островах в Тихом океане. Доклад был представлен британскому парламенту в июне 1874 года. В нём говорилось о необходимости превращения Фиджи в коронную колонию. Новый министр колоний в правительстве Бенджамина Дизраэли, Генри Герберт Карнарвон, поддержал заключение британских уполномоченных. Уже в сентябре 1874 года на острова Фиджи был направлен губернатор Нового Южного Уэльса, который должен был провести переговоры об окончательных условиях цессии. 10 октября 1874 года король Такомбау и ещё одиннадцать вождей, в том числе Энеле Маафу, подписали Акт о цессии архипелага. Было сформировано переходное правительство, в обязанности которого входило управление островами до прибытия в Фиджи губернатора и официального провозглашения о создании колонии. Это событие произошло уже 1 сентября 1875 года, когда на архипелаг прибыл первый губернатор Фиджи — сэр Артур Гамильтон Гордон.
Последующие годы Такомбау продолжил государственную службу, но уже в качестве не суверенного монарха, а подданного британской королевы Виктории. Умер в феврале 1883 года от астмы.